# Union Township (Clermont County, Ohio)
Union Township ist eines von 14 Townships des Clermont Countys im US-Bundesstaat Ohio. Nach der Volkszählung im Jahr 2000 waren hier 42.332 Einwohner registriert.

## Geografie
Union Township liegt im Nordwesten des Clermont Countys im Südwesten von Ohio, ist im Südwesten etwa 5 km vom Ohio River entfernt und grenzt im Uhrzeigersinn an die Townships: Miami Township, Stonelick Township, Batavia Township, Pierce Township, Anderson Township im Hamilton County und Columbia Township (Hamilton County).

## Verwaltung
Das Township wird durch ein Board of Trustees, bestehend aus drei gewählten Mitgliedern, verwaltet. Zwei Personen werden jeweils im Jahr nach der Präsidentschaftswahl gewählt und eine jeweils im Jahr davor. Die Amtszeit dauert in der Regel vier Jahre und beginnt jeweils am 1. Januar. Daneben gibt es noch einen Township Clerk (zuständig für Finanzen und Budget), der ebenfalls im Jahr vor der Präsidentschaftswahl auf eine vierjährige Amtszeit gewählt wird. Dessen Amtszeit beginnt jeweils am 1. April.